# Noor Abuarafeh
Noor Abuarafeh (Gerusalemme, 1986) è un'artista palestinese.

## Biografia

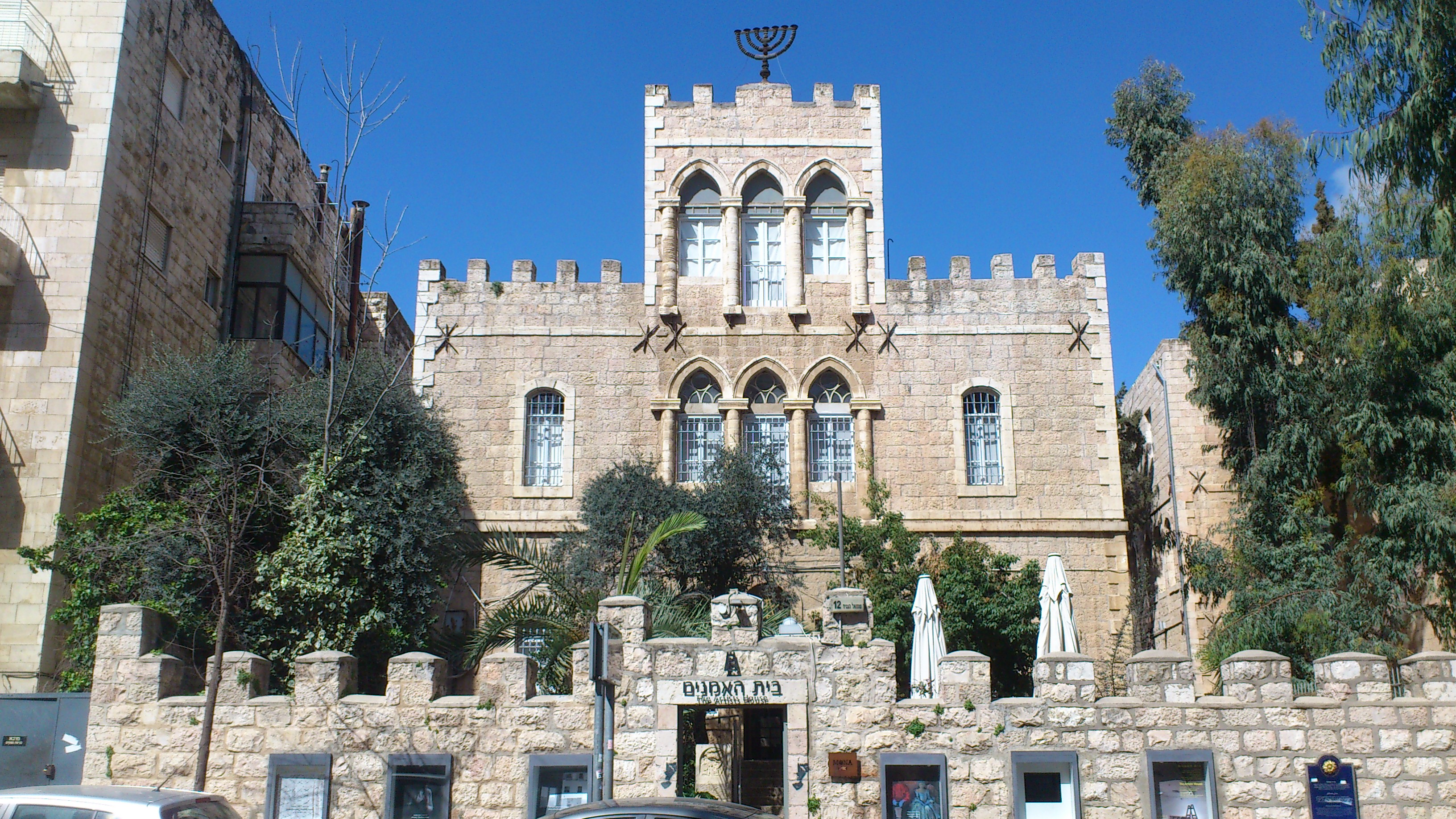
L'accademia gerosolomitana in cui ha studiato l'artista

Ha conseguito un Master of Arts presso l'Ecole Cantonale d'Art du Valais (Sierre) e un Bachelor of Arts presso l'Accademia di belle arti Bezalel (Gerusalemme). Durante gli studi, ha partecipato a un forum Homeworks dell'organizzazione Ashkal Alwan (Beirut). Nell'estate 2018 è stata artista in residenza della Delfina Foundation. 
Vive e lavora tra Gerusalemme e il Cairo.

## Tematiche
Il lavoro di Abuarafeh si occupa del tema della memoria e dell'archivio storico, nonche delle «possibilità di tracciare l'assenza». Si estrinseca sotto forma di video, performance e testi sulla complessità della storia e delle sue rappresentazioni, il rapporto tra realtà e finzione, tra immaginazione e documentazione. La ricerca dell'artista è altresì orientata sulle «mostre perdute» e sulle opere d'arte palestinesi vittime del colonialismo europeo, nel contrasto tra ciò che il potere decide di conservare o destinare all'oblio. Questa ricerca è sfociata in particolare nella pubblicazione del 2018 Rumours Began Some Time Ago e nel cortometraggio dello stesso anno Am I the Ageless Object at the Museum?  in cui evoca parallelismi tra musei, zoo e cimiteri come luoghi della preservazione.

## Partecipazioni
Abuarafeh ha partecipato, tra le altre manifestazioni e mostre, a: Tokyo Wonder Site (Giappone, 2013), Salt and Water presso la Or Gallery (Canada, 2014); Instant Videos Festival (Francia, 2015); Suspended Account presso le Mosaic Rooms (Londra, 2016); Intermolecular Space (Aalborg, 2016); Qalandia International (Gerusalemme, 2016); Off-Biennal - Gaudipolis (Budapest, 2017); Sharjah Biennale13 (2017); 11ª Biennale di Berlino (2020); Mediterranea 19 Young Artists Biennale (San Marino, 2021); 59ª Biennale di Venezia (2022).

## Riconoscimenti
Nel 2016, Abuarafeh è stata finalista del Emerging Voices Award a New York, e ha conseguito il secondo premio del Qattan Foundation’s Young Palestinian Artist Award.

## Opere
- The Earth Doesn't tell its Secrets, romanzo e installazione (2019)[4]
- Am I the Ageless Object at the Museum?, video installazione (2018)[4][2]
- Rumours Began Some Time Ago, saggio (2018)[6]
- Observational Desire on a Memory that Remains, video installazione (2015)[4]